# Pierre de Lalane
Pierre de Lalane (... ? - 1661), dit aussi La Lane, est un poète français de la première moitié du XVIIe siècle.

## Biographie
Dans les années 1630, il faisait partie du groupe des écrivains que Jean-François-Paul de Gondi, coadjuteur de l’archevêque de Paris et futur cardinal de Retz, réunissait autour de lui, avec Chapelain, Ménage, Sarasin, Saint-Amant, l’abbé de Marigny, Gomberville, et également Montplaisir, alors tout jeune, et dont il est l'un des meilleurs amis dans les années 1635/1640.
Pierre est le frère de Noël de Lalane, docteur en théologie, très proche de Port-Royal.

## Liens
- Recueil de ses poésies, publiées en 1759